# Leonor Serrano de Camargo
Leonor Serrano de Camargo (Fusagasugá, 1 de mayo de 1936) es una docente y política colombiana.

## Biografía
Nacida en el municipio de Fusagasugá, se casó con el empresario Gabriel Camargo Salamanca, matrimonio del cual nacieron tres hijos (Gabriel, Catherine y César Alejandro). Antes de incursionar a la política fue miembro de las juntas directivas de Puro Pollo S.A.; Constructora de la Sabana S.A., Corferias S.A. y Cámara de Comercio de Bogotá.
Tras la muerte de su esposo, pasa a ser accionista del club fútbolístico Deportes Tolima.

## Carrera política
Fue inicialmente concejal y alcaldesa de Fusagasugá (1988-1990). En este último cargo, oficializa el himno oficial de su municipio cuya autoría es de Blanca Aurora Álvarez de Sarmiento.
En octubre de 1994, fue elegida como la primera mujer en ocupar la gobernación departamental para el periodo 1995-1997. Durante su gestión se creó la Empresa Inmobiliaria de Cundinamarca y el traslado de algunas instituciones, la Asamblea y de la gobernación del Palacio de San Francisco a su sede actual en la Avenida El Dorado de Bogotá. En su último año como gobernadora, el procurador general Jaime Bernal Cuellar la destituye por presunta intervención en política pero decide apelar llevando el caso al Tribunal Administrativo de San Andrés y Providencia en donde se declara nula la destitución en 2004.
En las elecciones para el Senado de 2002, fue elegida senadora en representación del partido Somos Colombia para el periodo 2002-2006. En 2018, perdió la solicitud de reliquidación de pensión por el tiempo parlamentario que gozó por decisión del Consejo de Estado.